# La Varenne, Maine-et-Loire
La Varenne là một xã thuộc tỉnh Maine-et-Loire trong vùng Pays de la Loire phía tây nước Pháp. Xã này nằm ở khu vực có độ cao trung bình 64 mét trên mực nước biển.

## Dân số
| 1962 | 1968 | 1975 | 1982 | 1990 | 1999 |
| ---- | ---- | ---- | ---- | ---- | ---- |
| 864  | 887  | 904  | 1088 | 1278 | 1366 |

source: http://www.insee.fr/fr/ffc/docs_ffc/psdc.htm